# Tu novia está loca
Tu novia está loca és una pel·lícula espanyola del gènere comèdia dirigida el 1988 per Enrique Urbizu, que va suposar el seu debut en el cinema comercial. Fou rodada a Bilbao, i és considerada la primera comèdia del cinema basc. Malgrat comptar amb un repartiment ple d'exponents de l'anomenada "Nova Comèdia Madrilenya", i comptar amb referents com George Cukor, Billy Wilder o Ernst Lubitsch, no va tenir gaire èxit comercial.

## Argument
Amaya, directora d'una agència de publicitat, és una dona atractiva. El seu xicot Mikel, un advocat de causes perdudes que no té gaire èxit professional, haurà de lluitar seriosament per conservar el seu amor quan un famós actor s'enamori bojament d'ella.

## Repartiment
- Antonio Resines - Mikel
- Ana Gracia - Amaia
- Santiago Ramos - Juan Vergara
- Guillermo Montesinos - Richi
- El Gran Wyoming - Iñaki Urquijo
- Álex Angulo - Yuste
- Pepo Oliva - Paquito
- María Barranco - Nati
- Ramón Barea - Municipal
- Carlos Tristancho - Arturo Rico
- Marisa Paredes - Adela